# Edificio de La Equitativa (Valencia)
El edificio de La Equitativa está ubicado en la plaza del Ayuntamiento número 26 de la ciudad de Valencia (España). Se trata de un edificio que data del año 1927, obra del arquitecto Vicente Rodríguez Martín.

## Edificio
El proyecto es obra del arquitecto valenciano Vicente Rodríguez Martín. Fue construido para albergar la sede de la Compañía de Seguros La Equitativa en Valencia. Las obras se iniciaron en 1927 y finalizaron en el año 1928. Su estilo arquitectónico posee claras influencias del clasicismo academicista. Fue concebido para su uso como oficinas, viviendas y local comercial.
El edificio consta de planta baja, entresuelo y seis alturas. Está rematado por un frontón partido donde consta el promotor del mismo La Equitativa - Fundación Rosillo. Corona el edificio el símbolo de la compañía de seguros, una escultura de mujer de grandes dimensiones con una balanza en las manos.